# Séthiherkhépeshef (fils de Ramsès III)
Pour les articles homonymes, voir Séthiherkhépeshef.
Séthiherkhépeshef, ou Sethherkhépeshef, est un prince égyptien, qui a vécu pendant la XXe dynastie. Il est le fils de Ramsès III et d'une de ses épouses secondaires, restée anonyme. 

## Généalogie
Séthiherkhépeshef est un des fils aînés de Ramsès III. Toutefois, le nom de sa mère n'est pas connu avec certitude. Christian Leblanc a proposé la reine Tiyi.

## Biographie
Séthiherkhépeshef est né avant l'accession au trône de son père. Il est le troisième prince à être désigné héritier en titre du trône d'Horus, après la mort de ses frères aînés, Amonherkhépeshef et Parêherounemef. 
Séthiherkhépeshef accompagne son père dans ses campagnes militaires, notamment lors du conflit avec les Peuples de la mer qui tentent d'envahir le pays en l'an 5 du règne de Ramsès III. Il reçoit à cette occasion le titre de « premier conducteur de char de sa Majesté ».
Il ne survit pas à son père, toute trace du prince disparaissant après l'an 12, et cède la place en qualité de prince héritier à ses autres frères. Séthiherkhépeshef est le seul prince ne figurant pas dans la liste des enfants royaux gravée dans le temple des millions d'années de Ramsès III à Médinet Habou.

## Sépulture
En tant que prince royal et héritier du roi, Séthiherkhépeshef a eu le privilège de se faire aménager une sépulture dans la vallée des Reines sur la rive occidentale du Nil à Thèbes (Égypte). Cette tombe fait partie d'une série de sépultures que le roi a fait aménager pour les enfants qu'il a eu de ses épouses.
Celles des princes, réalisées sur un plan unique et standardisé, font partie des tombeaux les mieux conservés de la vallée des Reines. Leurs murs sont couverts de fresques représentant le roi accompagné du défunt, souvent représenté avec les insignes de l'enfance, faisant des offrandes aux dieux.